# Agomia

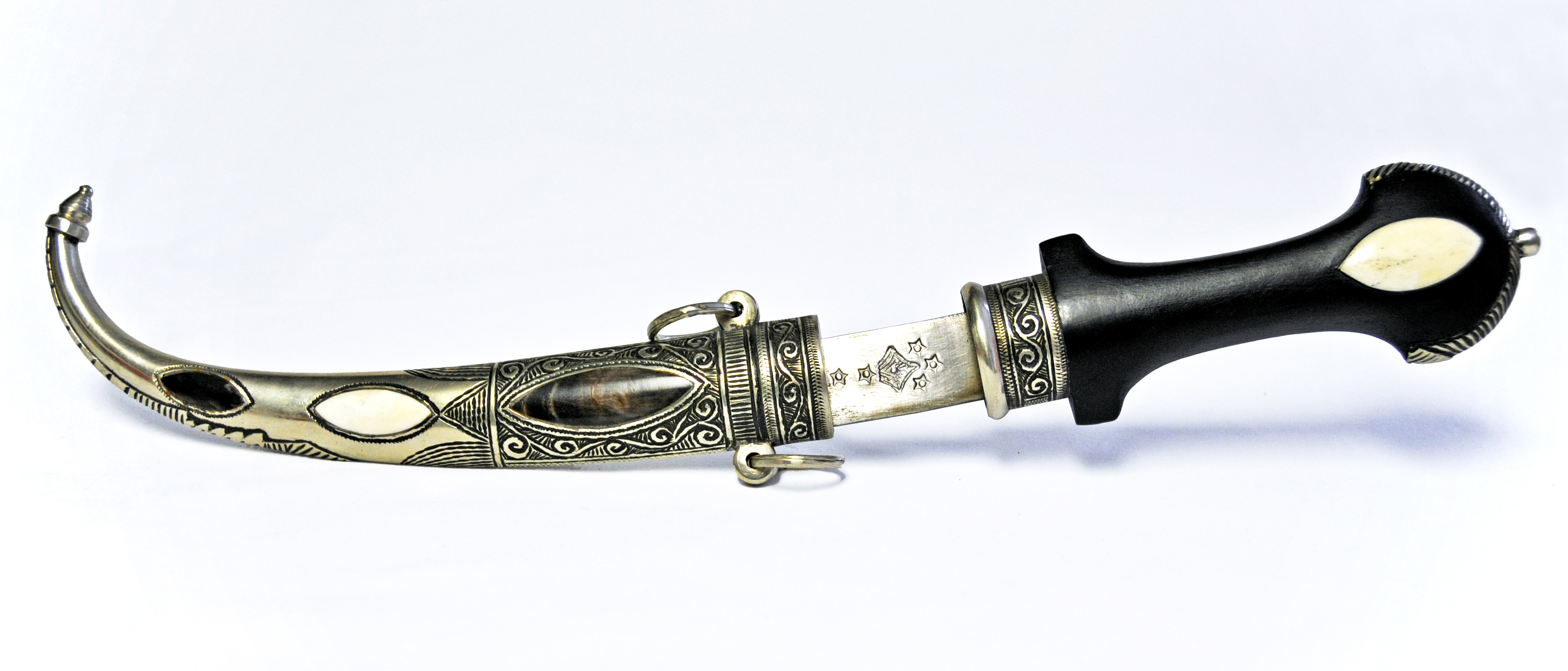
Uma agomia cerimonial bérbere

Agomia (grafias alternativas gomia e gumia) ou faca de foice é um tipo de arma branca corto-perfurante, de dois gumes, pertencente à categoria dos punhais ou das facas longas, caracterizada pela sua lâmina de folha larga e recurva para dentro, na direcção de quem a empunha.
Historicamente, a agomia era empunhada pelos povos do Norte de África, embora haja relatos históricos do seu uso na Costa do Malabar e em Portugal.

## Etimologia
O substantivo «agomia», entrou na língua portuguesa pelo étimo árabe  كمية  (kummíâ), que significa «punhal».

## Características
A agomia era um punhal ligeiro, de dois gumes, geralmente levado num talim, deposto na diagonal sobre o ombro, pendendo para a ilharga esquerda do possuidor.
O fio do gume interno da agomia, que ficava de frente para o portador, só começava depois do ricasso (secção perto do guarda-mão, que não é afiada). O contra-gume, do lado oposto da lâmina, é mais curto e só se encontrava nos chamados «fraco» e «médio» da lâmina, isto é, nos últimos dois terços da lâmina a contar da ponta.

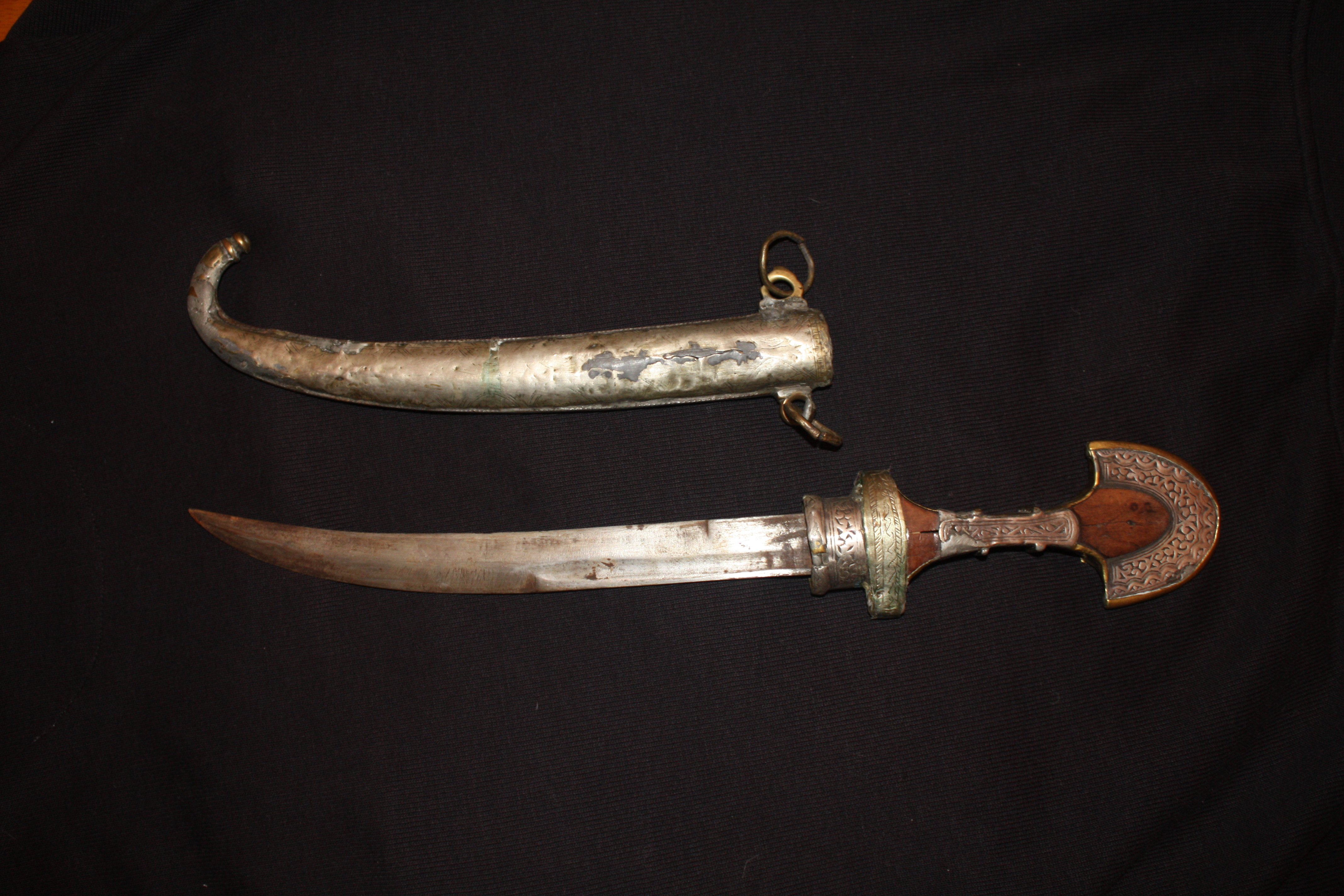
Agomia norte africana. De notar que a empunhadura termina em formato de leque e que a bainha tem duas aletas, uma de cada lado, para se poder prender ao talim ou boldrié

A empunhadura amiúde rematava em leque e a bainha contava com uma aleta ou perno de cada lado, onde se pudesse fazer a ligação ao talim.
A agomia era cómoda e fácil de empunhar, não estorvando os movimentos, ao ponto de haver relatos de tropas norte-africanas a empunharem, enquanto estavam em fuga, a atravessar a vau um rio, sem que a arma lhes causasse qualquer embaraço.
De igual modo, a agomia era de dimensões pequenas o suficiente que era prática comum, aos muçulmanos que as empunhavam, esconderem-nas dentro do vestuário, para as poderem empunhar de surpresa, em assaltos, rixas e assassinatos. Nota disto, foi uma tentativa de assassinato relatada por Eanes Zurara ao português Luís de Sousa, em Alcácer-Ceguer, por um muçulmano que estava a espiar o arraial português e a quem aquele mandara parar, por desconfiar que escondia uma arma nas suas vestes.

## Uso
A agomia era uma arma de combate corpo-a-corpo, tendo sido utilizada em combate por tropas mouras, mormente bérberes, no Norte de África, e pelos naires (nobres indianos da Costa do Malabar), na Índia, contra os portugueses.  Também há relatos do seu uso por civis muçulmanos no Norte de África, enquanto arma civil, usada em rixas, assaltos e tentativas de assassinato.
A agomia também foi empregue, posteriormente, pelos portugueses como facão de mato ou mera alfaia agrícola, para desbastar a vegetação, sendo nesse caso mais comummente conhecida como «faca de foice».
Em muitas partes do mundo islâmico, ao longo da história, a agomia foi usada como um adorno de indumentária masculino.

## Abonações históricas
No relato da tentativa da tomada de Tânger pelo infante D. Fernando, no séc. XV, há alusão ao uso de gomias pelos muçulmanos no Norte de África:
| “ | em muy pequena ventura; porque tanto se chegavam, que leyxando as armas mais leves, pellejavam com as agumias, e terçados” | ” |

Na Crónica de D. Duarte de Meneses, escrita no séc. XV, também se faz menção de um episódio de um muçulmano que, quando batia em retirada de um combate, entrou nas águas de um rio empunhando uma agomia: 
| “ | “enganado com aquella sandya sperança com que neeste mundo nacera. ou per uentura temendo a asperaza do catiueyro (...) Já nas águas, andava nadando de huma parte pera a outra […] com huma agumya na mãao” | ” |

Há alusão a uma gomia, num relato de Eanes Zurara, a respeito de uma rixa, resultante de uma tentativa de assassinato frustrada, levada a cabo por um muçulmano encontrado pelas tropas portuguesas numa moita, nos arredores do seu arraial, perto de Alcácer-Ceguer. O muçulmano acometeu contra Luis de Sousa, que lhe exigira que lhe mostrasse o interior da fota (turbante) por desconfiar que aquele levava escondida uma arma, o que se veio a confirmar, porquanto o muçulmano de seguida o feriu com uma agomia escondida na manga:
| “ | Em Alcácer-Ceguer, Luis de Sousa avistou um negro pero homem de uallor segundo parecia seus corregimentos, ocultado em huma mouta, que envergava ma touca a que elles antre ssy chamam fota (...) E o mouro tendeo a ponte della. dizendolhe per seu arauigo que a tomasse E em Luis de sousa querendo tomar o que lhe o mouro apresentaua tendeo a outra maão e arrebatoulho pello collo do braço e deu com elle em terra e com huma gomya que tijnha scondida na manga da marlota começou de o feryr e aos braados que o outro daua acudyram dom Dyego de castro e Fernam matella. e outro scudeyro que se chamaua Vasco nayo” | ” |

Há referência ao seu uso, também, no grande cerco de Mazagão, de 1526, na obra História do Cerco de Mazagão de Agostinho de Gavy de Mendonça:
| “ | mas o mouro o subjugou de maneira que ambos vieram ao chão, onde o mouro tirou de uma agomia com que feriu a Luiz Fernandes de tres feridas muito perigosas, deixando-lhe a agomia metida nos lombos, mas o cavalleiro o tratou de modo, que, antes que os companheiros se recolhessem e a elle chegassem, o perro deu o espirito a Mafamede. | ” |